# 趙惠妃
恭懿惠妃，亦稱為趙惠妃（14世紀—？），明朝明仁宗朱高熾之惠妃，生皇次女慶都公主朱圓通。

## 生平
目前僅知道趙氏是明仁宗尚為太子時的侍妾。永樂七年九月初一日（1409年10月9日），趙氏生明仁宗第二女慶都公主朱圓通。永樂二十二年十月初八日（1424年10月29日），剛即位的明仁宗冊立張氏為皇后，並且冊封郭氏為貴妃，李氏為賢妃，趙氏為惠妃，王氏為淑妃，王氏為昭容。惠妃冊文曰：
 朕祗紹鴻圖，恭思化本，先聖所訓，為國必始於家，王政之經，治內以及乎外。肇正中宮之位，宜崇貳佐之賢。咨尔趙氏，選嬪春宮，積有年歲，克謹圖史之戒，動循珩珮之和，屬茲序升，均宣恩命，錫之褕翟，俾副軒龍，特封爾為惠妃。於戲！帝王統御於家邦，宮壺必資於輔佐。惟謙以育德，惟善以裕躬，惟順以協睦宗姻，惟敬以相承禋祀。永綏寵祿，光我命詞，欽哉。
洪熙元年五月十二日（1425年5月29日），明仁宗駕崩。同年七月初二日（1425年7月16日），剛即位的明宣宗朱瞻基追謚皇庶母貴妃郭氏曰「恭肅」，淑妃王氏曰「貞惠」，麗妃王氏曰「惠安」，順妃譚氏曰「恭僖」，充妃黃氏曰「恭靖」，並沒有趙氏之名，可知趙惠妃被特恩免殉葬。
趙惠妃去世後葬於金山，去世時間待考。天順元年七月二十二日（1457年8月11日），奉御韋良上奏稱自己奉命管理六戶墳戶，負責看守仁廟恭靖賢妃的墳墓，如今新增恭懿惠妃、真靜敬妃兩座墳墓，墳戶數量不足，請求從附近的昌平、宛平二縣調撥四戶用於看守，獲得明英宗朱祁鎮的批准。因此，趙惠妃的去世時間應該晚於李賢妃的去世時間——景泰三年正月十六日（1452年2月6日）。